# Główny układ zgodności tkankowej
Główny układ zgodności tkankowej, MHC (od ang. major histocompatibility complex) – zespół białek odpowiedzialnych za prezentację antygenów limfocytom T. Swoją nazwę zawdzięczają temu, że odkryto je jako pierwsze i najważniejsze białka decydujące o utrzymaniu się lub odrzuceniu przeszczepu, zatem odpowiadające za zgodność tkanek dawcy i biorcy.
Wyróżnia się trzy klasy MHC, które różnią się pełnionymi funkcjami:
- MHC klasy I – znajdują się na wszystkich jądrzastych komórkach organizmu i uczestniczą w obronie przed patogenami wewnątrzkomórkowymi
- MHC klasy II – występują na komórkach prezentujących antygen
- MHC klasy III – stanowią różne cząsteczki niezwiązane z procesem prezentacji antygenu. Zostały oznaczone najpierw jako prawdopodobne cząsteczki prezentujące, ze względu na umiejscowienie pomiędzy genami MHC klasy I a MHC klasy II (co po dalszych badaniach genomu zostało odrzucone). O ile między klasą I i II widoczne są wybitne podobieństwa strukturalne, o tyle MHC klasy III nie są podobne ani do dwóch pozostałych klas, ani do siebie nawzajem.

Ludzkie MHC określane są mianem HLA (ang. human leukocyte antigens – ludzkie antygeny leukocytarne).

## Budowa cząsteczek MHC klasy I

Schemat budowy MHC klasy I

Cząsteczki MHC klasy I składają się z dwóch łańcuchów polipeptydowych: łańcucha ciężkiego α (masa cząsteczkowa 45 kDa) oraz β2-mikroglobuliny (m. cz. 12 kDa). Łańcuch ciężki składa się z trzech domen zewnątrzkomórkowych, fragmentu przechodzącego przez błonę i krótkiej części wewnątrzcytoplazmatycznej. Dwie pierwsze domeny (α1 i α2) tworzą charakterystyczną strukturę rowka, którego dno stanowią struktury β, zaś boki są utworzone przez dwie α-helisy. Domena α3 oraz β2-mikroglobulina tworzą podstawę cząsteczki i znajdują się bliżej błony. Cała struktura białka MHC klasy I jest ukazana na rysunku obok.
Największe znaczenie funkcjonalne ma rowek, w obrębie którego umieszczany jest prezentowany antygen. MHC klasy I pełnią funkcję obronną przeciw patogenom (na przykład wirusom), które namnażają się we wnętrzu komórki gospodarza. Każda komórka zawiera proteasomy, czyli wieloenzymatyczne kompleksy, które rozcinają białka wewnątrzkomórkowe na mniejsze fragmenty. Te właśnie fragmenty są umieszczane w rowku białek MHC klasy I. Z kolei limfocyty Tc rozpoznają rowek razem z umieszczonym w nim peptydem i może nastąpić jeden z dwóch scenariuszy:
- jeśli komórka jest „zdrowa”, to nic się nie stanie, gdyż limfocyt T nie stwierdzi obecności obcego białka na powierzchni komórki
- jeśli komórka zawiera patogen, jego białka będą cięte przez proteasom i umieszczone na białku MHC klasy I; limfocyt T rozpozna taki obcy peptyd, po czym zabije zakażoną komórkę razem z patogenem (zostaje ona poświęcona dla dobra całego organizmu).

Widać zatem, że rowek, który wiąże peptydy, jest niezwykle ważny dla prawidłowego funkcjonowania układu odpornościowego. W jego obrębie mogą być wiązane jedynie peptydy o długości do 10 aminokwasów, co wiąże się z faktem, że rowek ma kształt wanienki – jego końce są zamknięte. Pojedyncza cząsteczka MHC może wiązać wiele peptydów, jeśli tylko przynajmniej część ich aminokwasów może związać się z rowkiem. Takie aminokwasy nazywamy aminokwasami kotwiczącymi. Ponieważ jednak dana cząsteczka MHC klasy I (lub II) może wiązać tylko ograniczoną ilość peptydów, musi istnieć więcej cząsteczek, przy czym powinny się one różnić budową rowka. Rzeczywiście, każdy z nas posiada kilka różnych cząsteczek MHC klasy I, co ma poważne konsekwencje biologiczne i medyczne (omówione szerzej w dalszej części artykułu). W tym miejscu natomiast najbardziej istotne jest to, że właśnie rowek jest najbardziej zmiennym fragmentem cząsteczek MHC (obu klas) i dlatego tworzące go domeny α1 i α2 są polimorficzne, zaś domena α3 oraz β2-mikroglobulina są niepolimorficzne.

## Budowa cząsteczek MHC klasy II

Schemat budowy MHC klasy II

Cząsteczki MHC klasy II są podobne strukturalnie do cząsteczek MHC klasy I, składają się jednak z dwóch podobnych łańcuchów polipeptydowych, oznaczonych symbolami α i β. Każdy z łańcuchów składa się z dwu domen zewnątrzkomórkowych (odpowiednio α1 i α2 oraz β1 i β2), fragmentu przezbłonowego mocującego łańcuch w błonie oraz fragmentu wewnątrzkomórkowego. Domeny α1 i β1 są polimorficzne i podobnie jak w cząsteczkach MHC klasy I tworzą rowek o analogicznej strukturze. Różni się on jednak tym, że jego końce nie są zamknięte, co powoduje, że peptydy prezentowane przez cząsteczki MHC klasy II mogą być dłuższe (kilkanaście do ponad dwudziestu aminokwasów).
Rola białek MHC klasy II jest również inna, niż w przypadku MHC klasy I. Komórki prezentujące antygen, na powierzchni których znajdują się MHC klasy II, wyłapują z otaczającego je środowiska różne substancje, które, po wchłonięciu, są w endosomach cięte na fragmenty, umieszczane później na cząsteczkach MHC klasy II. Takie kompleksy antygen-MHC są rozpoznawane przez limfocyty Th (pomocnicze). Jeśli dany peptyd zostanie rozpoznany jako obcy, to nie dochodzi do zabicia komórki, lecz do aktywacji limfocytu Th. On z kolei może wpływać na różne procesy odpornościowe, pobudzając np. limfocyty B, które rozpoznają antygen, z którego pochodzi prezentowany peptyd. W ten sposób cząsteczki MHC klasy II uczestniczą w rozwoju swoistej odpowiedzi odpornościowej. Przedstawia to poniższy rysunek, a szczegóły tych procesów opisane są w artykule prezentacja antygenu.

Prezentacja antygenu
1. Obce białko/antygen
2. Makrofag/Komórka prezentująca antygen
3. Kompleks antygen-MHC II (prezentacja antygenu), aktywacja limfocytu Th
4. Limfocyt Th (T helper)
5. Obce białko związane przez przeciwciała powierzchniowe
6. Limfocyt B
7. Przetwarzanie antygenu (MHC II)
8. Kompleks antygen-MHC II (prezentacja antygenu)
9. Produkcja przeciwciał specyficznych wobec antygenu
10. Aktywacja limfocytu B przez aktywny Th

Na uwagę zasługuje fakt, iż limfocyt B, po rozpoznaniu antygenu, przetwarza go w ten sam sposób, co komórka prezentująca antygen. Dlatego limfocyt Th udziela pomocy tylko tym limfocytom B, które wiążą swoiście dany antygen. Zjawisko to jest podstawą selekcji klonalnej.

## Geny kodujące MHC
U człowieka geny kodujące białka MHC znajdują się na 6 chromosomie. Klasyczne cząsteczki MHC klasy I są kodowane przez geny HLA-A, -B i -C, natomiast nieklasyczne – przez geny HLA-E, -F, -G, MICA i MICB. Nieklasyczne cząsteczki MHC klasy I mogą być także kodowane poza regionem MHC (np. CD1).
Klasyczne cząsteczki MHC klasy II są kodowane przez geny, leżące w regionach HLA-DP, -DQ i -DR, natomiast nieklasyczne – HLA-DM i HLA-DO.
Pomiędzy regionem MHC klasy I a regionem MHC klasy II, znajduje się region kodujący MHC klasy III, choć niektóre z tych cząsteczek są kodowane przez geny leżące w locus MHC klasy II.
Rozmieszczenie genów na chromosomie przedstawia poniższy rysunek:
UWAGA: geny MHC klasy II występują w większej liczbie loci, ale ta liczba jest zmienna. Obecne są także pseudogeny. Przykładowo, w obrębie HLA-DR występuje 10 genów, przy czym 5 z nich to pseudogeny. Ponadto, region MHC klasy II zawiera zarówno geny dla łańcucha α, jak i β.

## Zmienność cząsteczek MHC
Cząsteczki MHC charakteryzują się wybitną zmiennością, głównie w obrębie miejsca wiążącego antygen (rowka). Każde miejsce w naszym genomie, przeznaczone na białko MHC (np. HLA-A), może być zajęte przez jeden z wielu (kilkudziesięciu, w niektórych przypadkach kilkuset) alleli – ze względu na diploidalność naszych komórek, z tak dużej różnorodności każdy z nas może mieć co najwyżej dwa allele zajmujące dane locus. Łącznie możemy zatem posiadać kilkanaście rodzajów MHC. Jakie są z tego korzyści dla pojedynczego osobnika, a jakie korzyści odnosi cała populacja?
W przypadku pojedynczego osobnika większe zróżnicowanie genów dla MHC powoduje, że może być prezentowany większy zakres peptydów, pochodzących od patogenu. Każda cząsteczka MHC może prezentować kilkadziesiąt – kilkaset tysięcy peptydów. Zatem osobnik homozygotyczny może zaprezentować o wiele mniej antygenów, niż heterozygotyczny pod względem każdego locus, co wynika z faktu, że posiada mało zróżnicowane MHC. Tak więc osobnik wykazujący większy polimorfizm prezentuje więcej peptydów i w jego przypadku istnieje większe prawdopodobieństwo, że jeden z peptydów danego patogenu okaże się immunogenny. Z drugiej strony, prezentowane są nie tylko zróżnicowane peptydy od danego, pojedynczego patogenu, ale u osobnika heterozygotycznego może być w analogiczny sposób rozpoznanych więcej antygenów pochodzących od różnych chorobotwórczych mikroorganizmów. Tak więc osobnik o dużym zróżnicowaniu MHC będzie siłą rzeczy wykazywał się lepszą odpornością. Potwierdzeniem takiego rozumowania może być fakt, że heterozygotyczni pod względem MHC pacjenci zakażeni HIV wykazują większą odporność na towarzyszące temu zakażeniu choroby, niż pacjenci homozygotyczni.
Jeśli natomiast chodzi o znaczenie zmienności MHC w populacji, to zastosowanie tutaj może mieć hipoteza Czerwonej Królowej. Ponieważ zdolność do prezentacji danego antygenu zależy od repertuaru cząsteczek MHC, to pojawienie się nowego patogenu w środowisku spowoduje, że osobniki, które mogą ten antygen prezentować, będą mogły przeżyć, zaś te osobniki, które ze względu na MHC nie będą efektywnie prezentować antygenu – wyginą. Efektem będzie wzrost częstości w populacji tych alleli MHC, które skuteczniej zaprezentują nowy antygen. Żeby jednak mogło do tego dojść, niezbędna jest duża zmienność MHC, w przeciwnym przypadku może dojść do wyginięcia całej populacji, jeśli mała zmienność spowoduje, że nie znajdą się w niej osobniki o odpowiednim repertuarze cząsteczek. W realnym świecie nowe patogeny rzeczywiście powodują wysoką śmiertelność, natomiast z upływem czasu jest ona coraz mniejsza, a wywoływana przez patogen choroba ma coraz łagodniejszy przebieg. Zgodnie z teorią Czerwonej Królowej dojdzie zatem do swego rodzaju "wyścigu zbrojeń" pomiędzy patogenem a jego gospodarzem, czego skutkiem będzie stopniowe wzajemne dostosowanie się tych dwóch organizmów. Populacja gospodarza nie będzie w stanie pozbyć się patogenu, ale m.in. dzięki doborowi MHC dojdzie do znacznego złagodzenia skutków zakażenia. Dowodem na taki stan rzeczy mogą być choroby przenoszone z jednego kontynentu na inny. Przykładowo, odra jest chorobą, która w Europie istnieje już od bardzo dawnych czasów i ma, w większości przypadków, przebieg łagodny, nie doprowadzający w każdym razie do śmierci (przy założeniu, że układ odpornościowy gospodarza funkcjonuje prawidłowo). Kiedy jednak Europejczycy w czasach średniowiecza i późniejszych dokonywali podboju innych kontynentów oraz krajów wyspiarskich, odizolowanych od kontynentu, wirus odry zaczął siać spustoszenie, wywołując chorobę o wysokiej śmiertelności. Widać zatem, że każda populacja jest dostosowana do występujących lokalnie patogenów, co w znacznej mierze, zwłaszcza w przypadku chorób wirusowych, jest zasługą odpowiedniej konfiguracji genów kodujących MHC.

## Słabe antygeny zgodności tkankowej
Oprócz głównego układu zgodności tkankowej wyróżnia się jeszcze tak zwane słabe antygeny zgodności tkankowej. Są to różne białka, które na skutek działalności proteasomu mogą być prezentowane limfocytom Tc poprzez MHC klasy I. Największe znaczenie (głównie w transplantologii) odgrywają te białka, które cechują się silnym polimorfizmem genetycznym. Powoduje to, że między różnymi osobnikami białka te znacznie się różnią i mogą być rozpoznawane przez limfocyty Tc jako obce.

## Znaczenie medyczne MHC
Znaczenie medyczne MHC wynika przede wszystkim z ich udziału w procesach odrzucania przeszczepu. Białka te są niezwykle silnymi, immunogennymi antygenami, w związku z tym komórki, na których występują, są natychmiast rozpoznawane jako obce. Stąd też dopasowanie białek MHC ma kluczowe znaczenie w doborze dawcy i biorcy przeszczepu. Im większa niezgodność pomiędzy allelami u dawcy i biorcy, tym większe prawdopodobieństwo odrzucenia przeszczepu i tym szybciej proces ten następuje. W skrajnych przypadkach może dochodzić do tak zwanego odrzucania nadostrego, które zachodzi w ciągu kilku lub kilkunastu godzin od operacji przeszczepienia. Nie wszystkie loci MHC są tak samo istotne dla procesu odrzucania, stąd też dopasowanie nie musi być całkowite. W przypadku niektórych narządów (np. wątroby) najistotniejsze jest dobranie grup krwi, zaś dopasowanie MHC nie jest już tak istotne, chociaż także wpływa na przeżywalność przeszczepu. Jednak nawet wtedy, gdy MHC są idealnie dopasowane, odrzucanie będzie zachodzić, gdyż MHC będą brały udział w prezentacji słabych antygenów zgodności tkankowej. Jeśli będą się one różnić (a z wyjątkiem bliźniaków monozygotycznych będą się różnić praktycznie na pewno), to będą one rozpoznawane jako obce i w rezultacie komórki będą niszczone przez limfocyty Tc.
Repertuar białek MHC wykazuje także powiązania z pewnymi chorobami. W tym przypadku wystąpienie określonych alleli zwiększa prawdopodobieństwo pojawienia się niektórych chorób (zwłaszcza nieinfekcyjnych), np. allel HLA-B13 stwierdza się częściej u pacjentów z łuszczycą, zaś HLA-B8 jest częstym allelem u pacjentów z miastenią. Podłoże tego zjawiska nie jest znane, co wiąże się z wieloczynnikową patogenezą tych chorób oraz koniecznością analizy wielu alleli i ogromnej liczby ich kombinacji. Niemniej jednak, badania w tym kierunku są stale prowadzone, mogą bowiem mieć potencjalne znaczenie terapeutyczne.